# Tachina politula
Tachina politula är en tvåvingeart som först beskrevs av Daniel William Coquillett 1898.  Tachina politula ingår i släktet Tachina och familjen parasitflugor. Inga underarter finns listade i Catalogue of Life.